# Dactylopus kuiteri
Dactylopus kuiteri är en fiskart som först beskrevs av Hans W. Fricke 1992.  Dactylopus kuiteri ingår i släktet Dactylopus och familjen sjökocksfiskar. Inga underarter finns listade i Catalogue of Life.